# Jacopie Lake
Jacopie Lake is een meer in de Canadese provincie Newfoundland en Labrador. Sinds de bouw van de waterkrachtcentrale Churchill Falls (1967–1974) maakt Jacopie Lake deel uit van het grote Smallwood Reservoir en ligt de vroegere kustlijn onder water.

## Hydrologie
Jacopie Lake bevindt zich in het zuiden van het Labradorplateau, diep in het binnenland van de regio Labrador. Het had oorspronkelijk een lengte van zo'n 11 km en een gemiddelde breedte van ruim 3 km. Het meer was ook voor de aanbouw van de waterkrachtcentrale bezaaid met honderden rotsachtige eilanden.
Voor de aanbouw van de waterkrachtcentrale Churchill Falls waterde Flour Lake via een rivier met hevige stroomversnellingen af naar het westelijke uiteinde van Jacopie Lake. Dat meer waterde in het zuidoosten zelf, eveneens met hevige stroomversnellingen, af naar de rivier de Churchill met niet veel daarna de beroemde Churchill Falls.
De qua waterpeil sterk gestegen en tevens tot één watermassa samengesmolten Flour en Jacopie Lakes vormen vandaag tezamen een 75 km lange zuidoostelijke zijarm van het stuwmeer. De Lobstick Control Structure zorgt voor een gecontroleerde afwatering tussen het hoofdgedeelte van het stuwmeer en die zijarm.
De vroegere afwatering van Jacopie Lake in de Churchill wordt op haar beurt gecontroleerd door de Whitefish Control Structure. Het overgrote deel van het water verlaat het meer bij de waterkrachtcentrale zelf en slechts een zeer beperkt gedeelte loopt nog via de natuurlijke weg via de waterval.